# 交流电功率

當電壓和電流出現相差，能量流動的方向便會出現周期性的逆轉。因為的積不再總是大於零。

在电路中，瞬时功率（instantaneous power）是能量流过电路给定点的时间变率（time rate）。在交流电路中，平均功率则是在一个完整周期的交流波形取能量对时间变率的平均。
交流电功率（AC power，与“交流电源”之英语相同）是电能在交流电路中流动的速率。由于在交流电路或交流电系统中，电感器和电容器之类的储能元件（或负载）可能导致能量流动方向的周期反转，因此定义交流电功率的瞬时功率中，可导致能量在某特定方向上净转移的部分（净流动率）称为瞬时有功功率；瞬时有功功率的时间均值（time average），称为有功功率（active power）或实功率（real power）；而交流电功率的瞬时功率中，无法导致能量在特定方向上的净转移的部分称为瞬时无功功率；瞬时无功功率的时间均值，称为无功功率（reactive power）或虛功率（fictitious power），其成因为储存的能量在每个周期中振荡往返于储能元件（或负载）与电源间；瞬时无功功率的幅值是无功功率的绝对值。

## 定義
对一个线性负载而言，电路中电压与电流都是遵循相同规律变化的，例如都按照正弦波变化。如果负载是纯电阻的话，电路中电压与电流会在相同的时间改变各自的极性，电压与电流的乘积永远都是大于或等于0的，表示能量的流动方向不会逆转。此时电路上只有实际功率流动。
而如果负载是纯电容或純電感的话，电路中的电流与电压会出现90度的相位差。这样一来，在交流电的每个周期内，半个周期中电流与电压乘积为正，而另半个周期中电流与电压乘积为负，而且二者相加正好为0，表示每个周期内流向负载的电能全部被返还到电源中，整体上电路没有消耗电能，电路上只有无功功率流动。
在实际生活中，负载通常会同时有电阻性、电容性和电感性，因此电路上会同时有无功功率和实际功率。电力工程师将无功功率和实际功率的向量和的模作为视在功率。视在功率的定义为电压的均方根乘以电流的均方根。虽然无功功率不传递能量，但是对维持输电系统穩定性有重要作用。供應端及負載端的有功功率必須相等，無功功率亦必須相等，系統才可正常運作。同步發電機可以輸出有功及無功功率，透過控制勵磁系統可以改變無功功率的輸出大小。
尽管无功功率在负载上不做功，但是对于一个实际系统来说，电流流过导线时，会使导线发热，部分电能因此会损失掉，因此电力工程师需要关心视在功率。变压器和导线都需要按照视在功率的大小设计，而不是有功功率。发电机和不间断电源等供電設備需同時考慮视在功率和有功功率。另外，直接将两个负载各自的视在功率相加，并不一定等于两个负载整体的视在功率，除非两个负载的电压和电流的相位差一致，或两个负载具有相同的功率因数。
根據定義，电容器提供无功功率，而电感器消耗无功功率。因此計算負載時，電阻是正數（代表消耗實功），電感也是正數（代表消耗虛功），电容則是負數（代表提供虛功）。
如果将电容器和电感器并联，那么二者的电流会倾向于相互抵消而不是叠加。这是电力系统中进行功率因数校正的一个基本方法。
一般慣例，若電流的相位領先電壓的相位，則稱為功率因數領先，反之則稱為功率因數落後。例如，複數功率 S = 800 + j600 表示 800W 实功、600var 虛功、1000VA 視在功率及功率因數 0.8 落後。
功率的单位是瓦特（符号为W），但是一般来说，只有讨论实际功率的时候才会用这个称呼。视在功率的单位一般以伏特·安培（简称“伏安”，符号为VA）称呼，因为其定义为电流的均方根乘以电压的均方根。无功功率的单位为无功伏特·安培，简称“无功伏安”，符号为var。

## 公式
交流電功率可以用实數或複數的方式表示。一般而言，在物理學及科學研究中通常使用实數計算電功率，並以弧度作為相角的單位。在電機工程學中，會按需要使用实數或複數，相角也可採用角度或弧度表示。

### 实數
各个与功率相关的参数，以及各自的单位如下所示：
- 有功功率、平均功率或实功率 P：瓦特（W）
- 无功功率或虛功率 Q：无功伏安（var）
- 电压-电流相位差或功率角（power angle） {\displaystyle \theta =\theta _{v}-\theta _{i}}：角度（°）或弧度（rad）
- 视在功率 S：伏安（VA）
- 功率因數（power factor）：無單位

交流電訊號為弦波訊號，其電壓可寫成 {\displaystyle v(t)=V_{m}\,\cos(\omega t+\theta _{v})}，電流可寫成 {\displaystyle i(t)=I_{m}\,\cos(\omega t+\theta _{i})}
瞬時功率
{\displaystyle p(t)=v(t)\,i(t)}{\displaystyle ={\frac {V_{m}I_{m}}{2}}\cos \,\theta \,(1+\cos \,2\omega t)-{\frac {V_{m}I_{m}}{2}}\sin \,\theta \,\sin \,2\omega t}{\displaystyle ={\frac {V_{m}I_{m}}{2}}\cos \,\theta +{\frac {V_{m}I_{m}}{2}}\cos \,(\theta +2\omega t)} {\displaystyle =P+|S|\,\cos \,(\theta +2\omega t)}
以上可得瞬時功率的頻率為電壓或電流的兩倍，平均瞬時功率為 {\displaystyle P}，最大瞬時功率為 {\displaystyle P+|S|}，最小瞬時功率為 {\displaystyle P-|S|}。
视在功率
{\displaystyle S=V\,I={\sqrt {P^{2}+Q^{2}}}}
功率因數
{\displaystyle pf={\frac {P}{S}}=\cos \,\theta }
阻抗
{\displaystyle Z={\sqrt {R^{2}+X^{2}}}}
{\displaystyle V=IZ}

### 複數
在電機工程中，電流通常標記為{\displaystyle i(t)}或簡寫為{\displaystyle i}。為免與電流混淆，虛數單位改用i之後的英文字母j，且虛數單位標記於數字前。
{\displaystyle j^{2}=-1}
複數功率
{\displaystyle |S|={\sqrt {P^{2}+Q^{2}}}}
{\displaystyle S=VI^{*}=P+jQ}
{\displaystyle S=I^{2}Z={\frac {V^{2}}{Z^{*}}}}
功率因數
{\displaystyle pf={\frac {P}{|S|}}=\cos \,\theta }
阻抗
{\displaystyle Z=R+jX}
{\displaystyle V=IZ}
相比实數版公式，複數版公式的最大差別在於，計算功率時必須取電流的共軛，原因是相差的定義是電壓相角減電流相角。
{\displaystyle V=V_{pk}\angle \theta _{v}}
{\displaystyle I=I_{pk}\angle \theta _{i}}
{\displaystyle S=V_{pk}I_{pk}\angle (\theta _{v}-\theta _{i})=VI^{*}}